# Malthodes zacynthius
Malthodes zacynthius es una especie de coleóptero de la familia Cantharidae.

## Distribución geográfica
Habita en Grecia.